# 4929 Яматай
4929 Яматай (4929 Yamatai) — астероїд головного поясу, відкритий 13 грудня 1982 року.
Тіссеранів параметр щодо Юпітера — 3,654.
Названо на честь країни Яматай (яп. やまたい(耶馬台)).